# Fuerza mayor

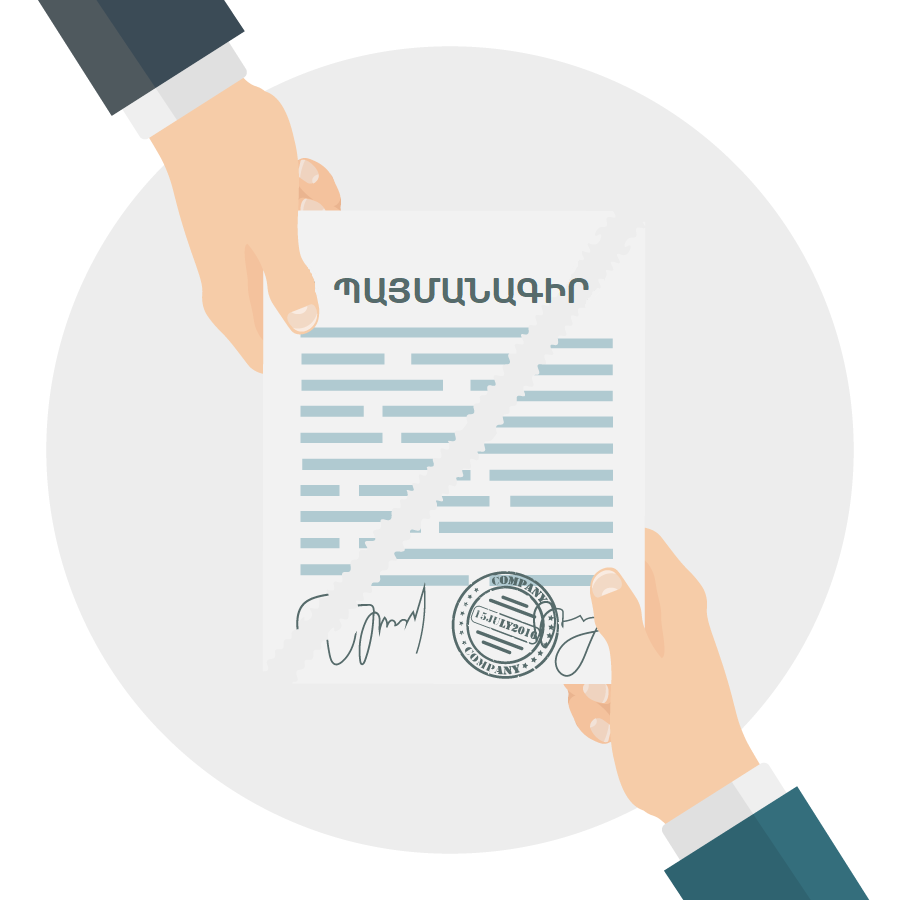
Fuerza mayor

La fuerza mayor o causa mayor, o en latín vis maior, es un hecho que no se puede evitar y tampoco se puede prever. Tiene gran importancia, en derecho, a la hora de establecer la responsabilidad por los daños.
Por poner un ejemplo, cuando una empresa no ofrece un servicio por causa de fuerza mayor, puede evitar el pago de los daños, ya que no está en su mano poder evitarla. La existencia de una fuerza mayor normalmente libera a una o ambas partes de un contrato de sus obligaciones contractuales.
Quedan excluidas la causas que no se pueden evitar pero sí prever, que se denominan caso fortuito, y las negligencias, que son casos que sí se pudieron evitar:
- Si una persona tiene contratado un viaje al Caribe en una agencia de viajes y se sabe que un huracán va cruzar esa zona. No se puede evitar que el huracán devaste esa zona pero sí puede anular el viaje al cliente y devolverle el dinero.
- Si el suministro eléctrico falla debido a que queda estropeado un transformador por falta de mantenimiento. La avería era inesperada pero era debida a un mantenimiento negligente.
- Otra exclusión sería en el caso de que el origen del fallo fuera desconocido. No se podría apelar a la fuerza mayor, porque si no las empresas intentarían no descubrir u ocultar el origen del fallo.

En cualquier caso, la cláusula de fuerza mayor es habitual en los contratos, y sirve para cubrir posibilidades fuera del control de las partes tales como desastres naturales, guerras, etc. Su interpretación tiene mucha importancia, porque hay muchos casos que están en el límite entre fuerza mayor y caso fortuito (como, por ejemplo, huelgas que impidan prestar los servicios).
En derecho internacional, la fuerza mayor se refiere a una fuerza imposible de evitar o de prever, más allá del control de un Estado, y que hace imposible el cumplimiento de una obligación internacional.

## Diferencias prácticas entre caso fortuito y fuerza mayor
Doctrinariamente, en Derecho, el caso fortuito es el escalón anterior a la fuerza mayor: aquel evento que ni pudo ser previsto ni, de haberlo sido, podría haberse evitado. La ley habitualmente les da un tratamiento similar, e incluso a veces confunde ambos casos, pero existen diferencias. Si bien ambos conceptos son difusos y en muchos casos la legislación los confunde, la doctrina coincide en señalar que, si bien en ocasiones se puede obligar a un deudor a cumplir una obligación que incumplió por caso fortuito, no se puede exigir nunca una obligación que se incumplió por fuerza mayor.
La Ley dispositiva normalmente exime ambos casos, pero se permite que se pacte en el contrato la responsabilidad en el caso fortuito.

## Legislación por país

### España
En el derecho de España, el Código Civil prevé la fuerza mayor en su artículo 1105. Se configura como causa de exención de la responsabilidad: «Fuera de los casos expresamente mencionados en la ley, y de los en que así lo declare la obligación, nadie responderá de aquellos sucesos que no hubieran podido preverse, o que, previstos, fueran inevitables».

### Panamá
En la República de Panamá, tal como lo dispone el artículo 34-D del Código Civil, la fuerza mayor es la situación producida por hechos del hombre y los casos fortuitos son acontecimientos de la naturaleza que no podían ser previstos:
«Artículo 34-D. Es fuerza mayor la situación producida por hechos del hombre, a los cuales no haya sido posible resistir, tales como los actos de autoridad ejercidos por funcionarios públicos, el apresamiento por parte de enemigos, y otros semejantes.
Es caso fortuito el que proviene de acontecimientos de la naturaleza que no hayan podido ser previstos, como un naufragio, un terremoto, una conflagración y otros de igual o parecida índole.»